# Susan Ann Sulley
Susan Ann Sulley, född 22 mars 1963 i Sheffield, är en brittisk sångare, tidigare känd som blant annat Susanne Sulley och Susan Ann Gayle. Hon är mest känd som en av de två kvinnliga medlemmarna i syntpopgruppen The Human League.

## Diskografi

### Med The Human League
Studioalbum
- Dare (1981)
- Hysteria (1984)
- Crash (1986)
- Romantic? (1990)
- Octopus (1995)
- Secrets (2001)
- Credo (2011)

Livealbum
- Live at the Dome (2005)